# Ossaea ekmanii
Ossaea ekmanii är en tvåhjärtbladig växtart som beskrevs av Ignatz Urban. Ossaea ekmanii ingår i släktet Ossaea och familjen Melastomataceae. Inga underarter finns listade i Catalogue of Life.